# Oprogramowanie ELWRO 800 Junior
Oprogramowanie ELWRO 800 Junior to seria książek, wydawanych przez Zakłady Elektroniczne  ELWRO z  Wrocławia w latach osiemdziesiątych. Jak sama nazwa tej serii publikacji wskazuje, książki te dotyczyły zagadnień związanych z komputerami Elwro 800 Junior produkowanymi przez to przedsiębiorstwo głównie dla potrzeb polskiego szkolnictwa.
Publikacje w tej serii miały charakterystyczną szatę graficzną: brązowe okładki, u góry pasek jasnobrązowy ograniczony cienkimi białymi liniami z nazwą serii, w dolnej części szeroki biały pasek z informacją o  autorze i  tytułem, pod spodem u dołu na brązowym tle biały napis ELWRO.
W serii Oprogramowanie ELWRO 800 Junior ukazały się następujące publikacje:
- Podręcznik użytkownika mikrokomputera Elwro 800 Junior, Wojciech Cellary, Jarogniew Rykowski – Wrocław, wyd. 1, maj 1987 r.,
- CP/J  Basic. Opis języka.
- CP/J  Makroasemblery M80, MAC i programy pomocnicze, Wrocław, wyd. 1, maj 1987 r.,
- CP/J TURBO PASCAL Pakiet graficzny GRAFIKA, Wrocław, wyd. 1, grudzień 1987 r.,
- Instrukcja obsługi rezydentnego Interpretera języka BASIC, Wrocław, wyd. 1, maj 1987 r.,
- Turbo Pascal, Jan Bielecki